# Eupelmus scolyti
Eupelmus scolyti is een vliesvleugelig insect uit de familie Eupelmidae. De wetenschappelijke naam is voor het eerst geldig gepubliceerd in 1886 door Liao.